# Stortingsvalget 1936
Stortingsvalget 1936 blev afholdt mandag den 19. oktober 1936 og var det sidste stortingsvalg før 2. verdenskrig. Den 5. april 1938 vedtog Stortinget, at deres egen valgperiode skulle forlænges fra tre til fire år. Ændringen omfattede også Stortinget, som tog beslutningen, således at Stortinget, der blev valgt i 1936, skulle have siddet frem til 1940. På grund af besættelsen i 1940 blev der aldrig afholdt valg i 1940, og Stortinget der blev valgt i 1936, forsatte derfor frem til 1945.
Regeringen Nygaardsvold, en mindretalsregering udgået fra Arbeiderpartiet, forblev siddende efter valget. Der blev i alt valgt 150 repræsentanter fra 29 valgkredse – 18 landkredse og 11 bykredse.
Partiet med størst fremgang ved valget var Høyre, som øgede sin stortingsgruppe med 6 mandater, men regeringspartiet Arbeiderpartiet gik også frem og fik sit bedste valgresultat nogensinde. Med 70 mandater manglede de kun 6 mandater for at få rent flertal, men regeringen Nygaardsvold blev alligevel siddende. En stor taber ved valget blev Bondepartiet, som fortsatte sin nedgang og mistede 5 mandater. Alligevel skulle de ikke få et så godt valgresultat igen før valget i 1993. Venstres tilbagegang var mindre markant.
Af de mindre partier var det kun Nasjonal Samling, som stillede med kandidater i alle valgkredse, men uden at få nogen af sine kandidater valgt ind, og med et mindre antal stemmer end i 1933. NS' bedste enkelt resultat var i valgkredsene i byerne i Hedmark og Oppland med 6,4 % af stemmerne og i Oslo med 3,8 %. Samfundspartiet opstillede i alle valgkredse på nær to og fik en repræsentant valgt med 10,1 % af stemmerne i Landkredsen i Nordland. Kristelig Folkeparti stillede op i Bergen og Hordaland og fik to repræsentanter fra Hordaland valgt med 20,9 % af stemmerne der. Frisindede Folkeparti opnåede ikke nok stemmer og kom ud af Stortinget. De genopstillede ikke op til det følgende valg. Det samme gjaldt Det Radikale Folkeparti, som denne gang kun opstillede i landkredsen i Oppland, og trods 10,1% opslutning dér kom partiet heller ikke ind. Norges Kommunistiske Parti opstillede kun til valget i Bergen; der fik kommunisterne 7,6 % af stemmerne og kom ikke ind i Stortinget. Ellers opstillede også seks småpartier, deriblandt fire fiskerpartier, som alle opstillede i kun én valgkreds uden at komme ind i Stortinget.

## Resultat
| Parti                                    | Procent af stemmerne (%) | Ændring i forhold til 1933 | Mandater | Ændring i forhold til 1933 |
| ---------------------------------------- | ------------------------ | -------------------------- | -------- | -------------------------- |
| Arbeiderpartiet                          | 42,5                     | + 2,4                      | 70       | + 1                        |
| Høyre                                    | 21,3                     | + 5,9                      | 36       | + 6                        |
| Venstre                                  | 16,0                     | – 1,1                      | 23       | – 1                        |
| Bondepartiet                             | 11,5                     | – 2,4                      | 18       | – 5                        |
| Samfunnspartiet                          | 3,1                      | + 1,6                      | 1        | 0                          |
| Nasjonal Samling                         | 1,8                      | – 0,4                      | 0        | 0                          |
| Kristelig Folkeparti                     | 1,3                      | + 0,5                      | 2        | + 1                        |
| Frisindede Folkeparti og Fedrelandslaget | 1,3                      | – 0,3                      | 0        | – 1                        |
| Det Radikale Folkeparti                  | 0,4                      | – 0,1                      | 0        | – 1                        |
| Norges Kommunistiske Parti               | 0,3                      | – 1,5                      | 0        | 0                          |
| Møre Fisker- og Småbrukerparti           | 0,1                      | – 0,1                      | 0        | 0                          |
| Det Norske Fiskerparti                   | 0,1                      | + 0,1                      | 0        | 0                          |
| Aktive Fiskarar                          | 0,1                      | + 0,1                      | 0        | 0                          |
| Norges Kristelige Sociale Folkelag       | 0,1                      | + 0,1                      | 0        | 0                          |
| Fiskernes Venstre                        | 0,02                     | + 0,02                     | 0        | 0                          |
| Fredspartiet                             | 0,01                     | + 0,01                     | 0        | 0                          |
| Total                                    | 100,0                    |                            | 150      | +/– 0                      |